# Augustin Barruel
Pour les articles homonymes, voir Barruel.
Augustin de Barruel, appelé Augustin Barruel, né à Villeneuve-de-Berg le 2 octobre 1741 et mort à Paris le 5 octobre 1820, est un prêtre jésuite, et essayiste polémiste catholique français.
Ses travaux consistent à affirmer que la Révolution française n'a pas été un mouvement de révolte spontanée du peuple, mais un processus organisé pendant plusieurs décennies dans des loges et dans des clubs — en particulier celui des Jacobins — afin de permettre à la bourgeoisie libérale de s'emparer du pouvoir.

## Biographie

### Premières années et études
Fils d'Antoine de Barruel, seigneur de Chaix, et de Madeleine Meunier de La Coste, il fait ses humanités au collège de Tournon avant de devenir jésuite le 15 octobre 1756. Après les années de formation spirituelle, il enseigne en 5e au collège de Toulouse. C'est là, le 2 mars 1764, que le surprend le décret de Louis XV expulsant les jésuites du royaume de France. Renvoyé chez ses parents, il apprend que le confesseur de la reine Marie Leszczynska recrute des jésuites français pour la Pologne et s’engage contre les vœux de ses parents. Il se rend d'abord en Pologne, puis en Bohême, où il termine ses études de théologie et est ordonné prêtre à Chomutov en 1768. Il enseigne également en Moravie au collège d'Hradiště, et au collège Thérésien de Vienne, puis revient en France comme précepteur privé d'une famille aristocratique slovaque. Il se trouve à Avignon lorsque la Compagnie de Jésus est supprimée par le pape Clément XIV le 21 juillet 1773.

### Écrivain et polémiste
Devenu prêtre séculier par la force du décret pontifical, Barruel survit comme précepteur et se met à écrire. Il prend pension aux Missions étrangères, publie des vers en faveur de l'avènement de Louis XVI et collabore à L'Année littéraire de Fréron entre 1774 et 1784.

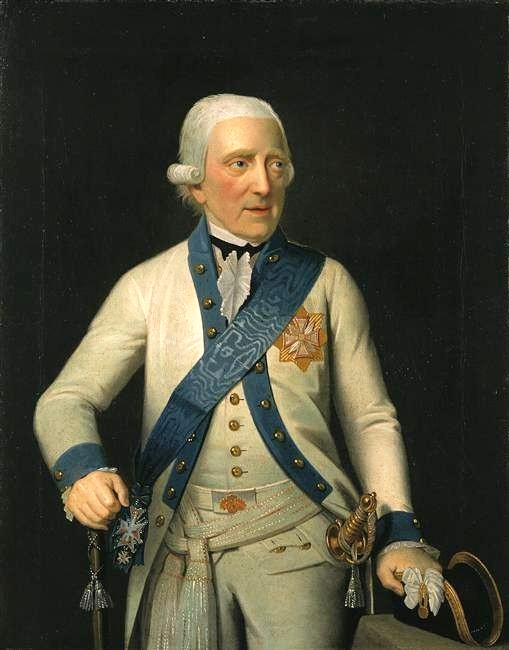
Le comte de Lusace.

Précepteur des enfants du comte de Lusace au château de Chaumot puis à celui de Pont-le-Roi de juillet 1774 à mai 1777, il y fit l'inventaire de la collection de milliers de manuscrits du prince de Saxe, aujourd'hui conservés à la Bibliothèque Mazarine.
En 1781, il publie sous le titre des Helviennes des lettres anti-lumières contre les encyclopédistes et la philosophie des Lumières qui lui attirent les éloges de la presse. Il exerce sa verve de polémiste dans le Journal ecclésiastique dont il est presque le seul rédacteur entre 1788 et 1792. D'abord favorable aux idées nouvelles, — il renonce prudemment à la particule nobiliaire pour éviter la vindicte —, sa vigoureuse opposition à la constitution civile du clergé le contraint finalement à s'exiler à Londres en 1792. Il est tout d'abord hébergé par le philosophe Edmund Burke qui, bien que franc-maçon, le félicitera pour son Mémoire pour servir… pourtant antimaçonnique.
Il a tout le loisir qu'il lui faut pour écrire son Histoire du clergé pendant la Révolution, parue en 1793, qui dénonce la persécution religieuse. Suivent ses Mémoires pour servir à l'histoire du Jacobinisme, parus en cinq volumes entre 1797 et 1803, qui connaissent un vif succès et sont traduits en plusieurs langues. Ces Mémoires développent la thèse d’une révolution antichrétienne fomentée par les philosophes, les francs-maçons et les Juifs.

### Publication desMémoires pour servir à l'histoire du jacobinisme
Les Mémoires pour servir à l'histoire du jacobinisme entendent montrer dans cinq volumes que la Révolution française résulte d'une conspiration fomentée par les philosophes athées, les francs-maçons, et certains protestants contre l'Église et la royauté. Cette affirmation a connu une postérité considérable dans les milieux contre-révolutionnaires.
Barruel soutient une théorie du complot selon laquelle les Illuminés de Bavière, fondés le 1er mai 1776 par Adam Weishaupt, ont infiltré la franc-maçonnerie et d'autres sociétés comme les nouveaux Templiers, les Rosicruciens, afin de renverser les pouvoirs en place, aussi bien politiques que religieux, pour asservir l'humanité. Augustin Barruel déclare avoir été lui-même reçu en loge.
Ce n’est qu’un siècle plus tard, à l'avènement de la IIe République, que naît la légende révolutionnaire de la franc-maçonnerie, grâce à Alphonse de Lamartine qui n'est pas franc-maçon. Dans son acception radicale, sa thèse n'a été retenue par aucun historien, à l'exception, peut-être, de Louis Blanc et d'Augustin Cochin (1876-1916) dont l'œuvre a été interrompue par sa mort à la guerre.

### Retour en France
Rentré en France après le Coup d'État du 18 Brumaire, Barruel ne reste pas inactif. En 1803, il publie une apologie du Concordat, Du Pape et de ses droits religieux, qui lui vaut d'être nommé chanoine de la cathédrale de Paris par Napoléon. Cette lune de miel avec le pouvoir napoléonien ne dure pas. Il est emprisonné, en 1811, pour avoir soutenu Pie VII, qui s'opposait à la nomination de Jean-Sifrein Maury comme archevêque de Paris
Le 20 aout 1806, il reçoit à Paris une lettre de Florence provenant d'un soldat italien, Giovanni Battista Simonini, dans laquelle ce dernier exprime la satisfaction que lui a procuré la lecture de ses Mémoires pour servir à l'histoire du jacobinisme. Il tient toutefois à évoquer un témoignage personnel qui prend la forme d'une théorie du complot juif évoquant la thèse de la judéo-maçonnerie, la maçonnerie étant sous la direction du judaïsme. Selon Pierre-André Taguieff, Barruel aurait lui-même forgé les lettres de Simonini. Barruel transmet la lettre au pape Pie VII, qui lui répond par son secrétaire, puis au roi Louis XVIII,.
Dès que la Compagnie de Jésus est rétablie par le pape Pie VII, en août 1814, Barruel demande à Pierre de Clorivière, supérieur religieux en France, d'y être réadmis. Par décision du supérieur général, il doit cependant faire à nouveau une année de noviciat. Il accomplit donc, de 1815 à 1816, à 73 ans et malgré son âge, son noviciat, à Saint-Acheul et prononce sa profession définitive le 15 octobre 1816. Quatre ans plus tard Augustin Barruel meurt, à près de 80 ans.

## Publications
- Ode sur le glorieux avènement de Louis-Auguste au trône, présenté à la Reine, Paris, Valade, 1774, lire en ligne sur Gallica.
- Traduction du latin de M. l'abbé Boscovich, Les Éclipses, poème en six chants, Paris, Valade et Laporte, 1779.
- Les Helviennes, ou Lettres provinciales philosophiques, Amsterdam et Paris, Laporte, 1781 ; Amsterdam et Paris, Moutard, 2 vol., 1784 et 3e vol., 1784-1785 ; Amsterdam et Paris, Briant, vol. 4-5, 1788 ; 7e éd. Paris, Pailleux, 1830 Vol. 1, Vol. 2, Vol. 3 et Vol. 4, 6e édition de 1833 disponibles sur Internet Archive.
- Lettres sur le divorce, à un député de l'Assemblée nationale : ou bien, Réfutation d'un ouvrage ayant pour titre : « Du Divorce », Paris, Crapart, 1789, 42 p., 20 cm (OCLC 782145755, lire en ligne).
- Le Patriote véridique, ou discours sur les vraies causes de la révolution actuelle, Paris, Crapart, 1789, lire en ligne sur Gallica.
- Le Plagiat du Comité soi-disant ecclésiastique de l'Assemblée nationale, ou Décret de Julien l'Apostat, formant les bases de la Constitution civile du Clergé français, suivi des représentations de saint Grégoire de Nazianze, Antioche et Autun, Imprimerie impériale, 1790, lire en ligne sur Gallica.
- Les Vrais Principes sur le mariage, opposés au rapport de M. Durand de Maillane et servant de suite aux lettres sur le divorce, Paris, Crapart, 1790, lire en ligne sur Gallica.
- De la conduite des curés dans les circonstances présentes : Lettre d'un curé de campagne à son confrère, député à l'Assemblée nationale, sur la conduite à tenir par les pasteurs des âmes, dans les affaires du jour, Paris, Crapart, 1790 (lire en ligne).
- Développement du serment exigé des prêtres en fonction par l'Assemblée nationale, Paris, Craparad, 1790, disponible sur Internet Archive.
- Question nationale sur l'autorité et sur les droits du peuple dans le gouvernement, Paris, Craparad, 1791, lire en ligne sur Gallica.
- Question décisive sur les pouvoirs ou la juridiction des nouveaux pasteurs, Paris, Crapart, 1791 (lire en ligne).
- Développement du second serment appelé civique, décrété le 16 et le 29 novembre 1791, Paris, Crapard, 1791 ; Pergamon press, « Les archives de la Révolution française », 1989.
- Préjugés légitimes sur la constitution civile du clergé et sur le serment exigé des fonctionnaires publics, Paris, Crapart, 1791.
- (éd.) Collection ecclésiastique ou recueil complet des ouvrages faits depuis l'ouverture des états généraux, relativement au clergé, à sa constitution civile, décrétée par l'Assemblée Nationale, sanctionnée par le roi, Paris, Crapart, 1791-1793.
- Lettre pastorale de M. l'évêque d'Evreux, à ses diocésains. En leur adressant l'Apologie de la conduite du Pape, dans les circonstances présentes, Paris, Crapart, 1792.
- Histoire du clergé pendant la Révolution française, Londres, J. Debrett, 1793 ; Ferrare, Pomatelli, 1794 ; Londres et Anvers, C.-H. de Vos, 1794 ; Londres et Paris, 1797.
- Histoire du clergé pendant la Révolution française, 2 vol., Londres et Paris, Chez les libraires, 1797.
- Mémoires pour servir à l'histoire du jacobinisme, Hambourg, 5 vol., P. Fauche, 1798-1799.

Rééditions : Hambourg, P. Fauche, 1803 ; édition revue et corrigée, 1818 ; abrégé par E. Perrenet éd. Paris, La Renaissance française, 1911 ; avec une introduction de Christian Lagrave, Diffusion de la pensée française, « Les Maîtres de la Contre-révolution », 1974 ; extraits sous le titre : Spartacus Weishaupt, fondateur des Illuminés de Bavière, Ventabren, Les Rouyat, 1979 ; Pergamon press, « Les archives de la Révolution française », 1989 ; Éditions de Chiré, « Les Maîtres de la Contre-révolution », 2 t., 2005.
- Abrégé des Mémoires pour servir à l'histoire du jacobinisme, 2 vol., Londres, P. Le Boussonnier, 1798, 1799 ; Luxembourg, 1800 ; Hambourg, P. Fauche, 1800, 1801 ; Paris, A. Le Clère, 1817.
- Lettres d'un voyageur à l'abbé Barruel, ou nouveaux documents pour ses mémoires, nouvelles découvertes faites en Allemagne, anecdotes sur quelques grands personnages de ce pays, chronique de la secte, etc. (1er juin-1er novembre 1799), Londres, Dulau, 1800.
- Du Pape et de ses droits religieux, à l'occasion du Concordat, 2 vol., Paris, Crapart, 1803.
- Trois propositions sur l’Église de France, établie en vertu du concordat, Londres, J. Booker, 1804.
- Du Principe et de l'obstination des Jacobins, en réponse au sénateur Grégoire, Paris, 1814 ; trad. italienne : Del principio e della ostinazione dei Giacobini ; risposta dell’abate Barruel al senator Gregoire, Torino, Galletti, 1814.
- Réplique pacifique aux trois avocats de M. le sénateur Grégoire, Paris, [s. n.], 1814.
- (éd.) Recueil précieux pour les historiens de ce temps, ou choix de brochures et de pamphlets sur les personnages et les événements de la Révolution à dater de la première abdication de Buon aparte jusqu'au moment présent, 4 vol., Paris, Chez les marchands de nouveautés, 1815.
- Réponse a l’avocat de la Petite-Église, Laval, Portier, 1818.
- Lettres inédites de Barruel à son retour d’exil (1802-1806), publiées par Abel Dechêne, Aubenas, C. Habauzit, 1923.

### Traductions desMémoires pour servir à l'histoire du jacobinisme
- (en) Memoirs illustrating the history of Jacobinism (trad. Robert Clifford, Extraits : The Antichristian and antisocial conspiracy, on extract from the French of the Abbe Barruel to which is prefixed, Jachin and Boaz, or, An authentic key to the door of Free-masonry, ancient and modern, Lancaster [Pa], Joseph Ehrenfried, 1812), Londres, E. Booker, 1798, 4 vol.
- (en) Memoirs illustrating the history of Jacobinism (Selections from the Abbe Barruel’s “Memoirs Illustrating the history of Jacobinism”, Pittsfield [Mass.], Phinehas Allen, 1802), First American Édition, from the second London édition, New York, Hudson & Goodwin, 1799.
- (ca) Memorias para servir á la historia del jacobinismo (trad. Fr. Raymundo Strauch y Vidal), Perpignan, J. Alzine, 1827.
- (it) Storia del giacobinismo : massoneria e illuminati di Baviera (trad. Pietro Barbiè, rééd. avec une préface de Albert Cesaro Ambesi, Carmagnola, G. Oggero, 1989), Carmagnola, 1852.
- (pt) O segredo revelado ou Manifestação do systema dos Pedreiros Livres e Illuminados, e sua influencia na fatal revolução franceza, obra extrahida das Memorias para a Historia do jacobinismo do abbade Barruel (trad. José Agostinho de Macedo), Lisbonne, Imp. Regia, 1809-1810.

#### Ouvrages généralistes
- « Augustin Barruel », sur la Catholic Encyclopedia.
- Jean Roussel, « BARRUEL », Dictionnaire des journalistes (1600-1789), Jean Sgard (dir.). En ligne.

#### Sur l'abbé Barruel
- Christian Lagrave, « L’abbé Barruel, ses idées et leurs sources », Le Sel de la terre, Avrillé, no 55, janvier 2006, p. 210-232.
- Jacques-Alphonse Mahul, Annuaire nécrologique : ou Supplément annuel et continuation de toutes les biographies ou dictionnaires historiques, Paris, Baudoin, 1821 (lire en ligne), p. 6-11.
- Michel Riquet, Augustin de Barruel : un jésuite face aux jacobins francs-maçons, 1741-1820, Paris, Éditions Beauchesne, coll. « Religions, société, politique », 1989, 196 p. (ISBN 978-2-7010-1197-4, ISSN 0339-2279, présentation en ligne), p. 10, [présentation en ligne].
- (de) Sylva Schaeper-Wimmer, Augustin Barruel, S.J. (1741–1820) : Studien zu Biographie und Werk, Francfort-sur-le-Main, Lang, 1985.